# 烘箱

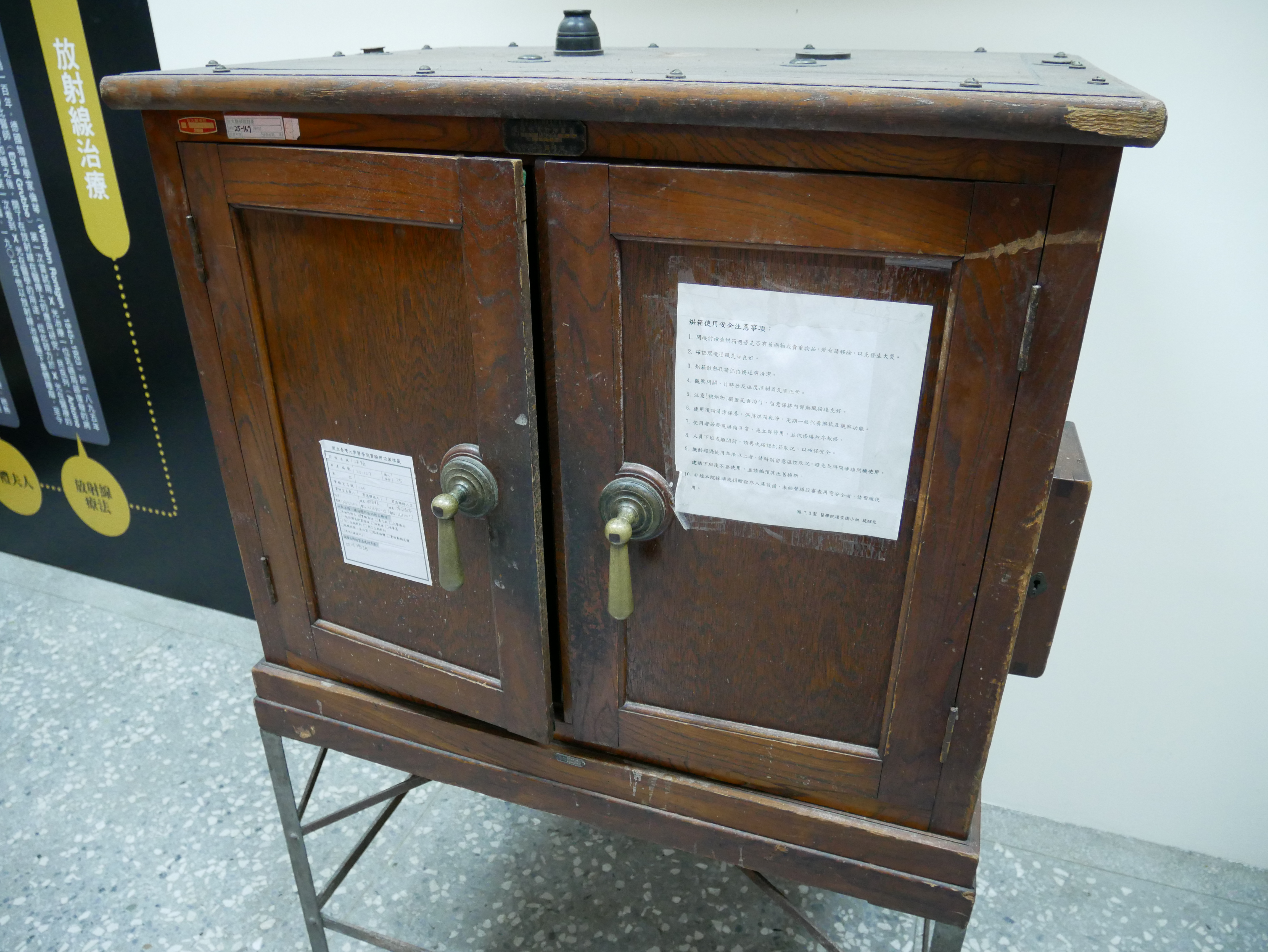
烘箱（國立臺灣大學醫學人文博物館藏）

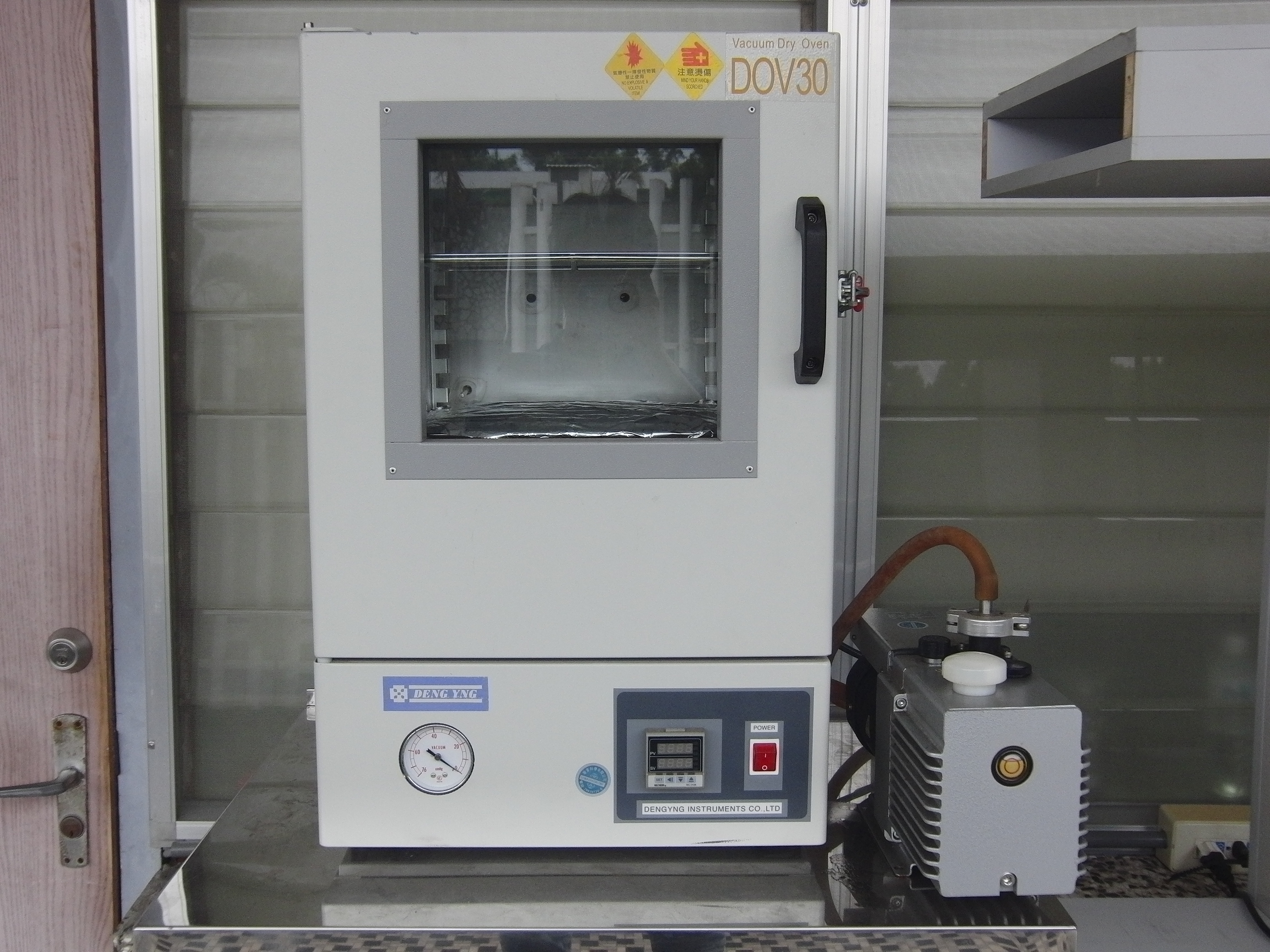
真空烘箱

烘箱是實驗室中的一種加熱設備。用途多為對一物體均勻且長時間的加熱、恆溫。例如在以瓊指進行細菌培養，有時會將整體生長溫度提高至繁殖利最佳的狀態，以利縮短細菌培養所需的時間。在實驗室中也常用於乾燥物體、清潔物體等。用途相當廣泛。多數溫度從30℃~300℃不等。
為了一些特殊場合，也些烘箱也會接上真空幫浦做為減壓之用。如：塑料的真空脫泡、機油的清除...等等。

## 使用
將欲加熱之物體置入烘箱後，關上烘箱門，調整加熱溫度(若有定時器可以使用定時器來控制使用時間)。

## 注意事項
切勿將高度易燃、易爆之物質任意至入烘箱中乾燥，恐造成火災。